# بیش از حد جوان بودن برای ازدواج
بیش از حد جوان بودن برای ازدواج (به انگلیسی: Too Young to Marry) یک فیلم تلویزیونی کمدی ، رمانتیک و درام محصول سال ۲۰۰۷ است.
این فیلم درباره ی دو جوان ۱۷ ساله، مکس دویل (دیلان کیسی) و جسیکا کارپنتر (نینا دوبرو) است که فکر می کنند عاشق یکدیگر هستند و علی‌رغم نظر پدر و مادر خود ، تصمیم به ازدواج میگیرند. کمی بعد از ازدواج ، آنها میفهمند که دیدگاه های کاملاً متفاوتی درباره آینده دارند.
فیلم «بیش از حد جوان بودن برای ازدواج» به کارگردانی میشل پوئلت و بر اساس داستانی از ال تریدمن، ۹ ژوئیه ۲۰۰۷ در ایالات متحده آمریکا ، از شبکه ی لایف تایم پخش شد.
پُلی دراپر، آلیسون گراهام، آنا هاپکینز، ترور بلوماس، جیمز اورِگان و آماندا تیلسون نیز در فیلم ایفای نقش میکنند.